# Pygmalion (альбом)
Pygmalion — третий студийный альбом британской группы Slowdive. Он был выпущен 6 февраля 1995 года лейблом Creation Records. Это был последний альбом группы перед ее распадом в 1995 году и последующим воссоединением в 2014 году, а также единственный альбом с участием Иэна Маккатчена, который заменил Саймона Скотта на барабанах.

## Композиции
Pygmalion значительно отличается от стиля шугейз, который Slowdive установили в своих двух предыдущих студийных альбомах, Just for a Day (1991) и Souvlaki (1993). Альбом отличается более экспериментальным звучанием, склоняющимся к эмбиентной электронной музыке, с редкими, атмосферными аранжировками. Ницух Абебе из Pitchfork описал песни альбома как «эмбиент-поп-мечты», которые стилистически ближе к пост-року, в тогдашней первой волне этого жанра, чем к фирменному стилю группы. Несмотря на это, автор BBC Music Уиндем Уоллес по-прежнему считал Pygmalion альбомом в стиле шугейз, хотя и не в традиционном смысле этого стиля, отмечая, что в некоторых моментах альбом полностью отказывается от традиционных ударных или ударных в целом.

## Релиз
Альбом Pygmalion был выпущен 6 февраля 1995 года лейблом Creation Records. Обложка альбома, разработанная Стивеном Вудхаусом, содержит изображения из графической нотации Райнера Вехингера к произведению Дьёрдя Лигети «Artikulation» 1958 года. Хотя Slowdive начали подготовку к ожидаемому турне по Великобритании в поддержку альбома Pygmalion, через неделю после его выпуска Creation исключила Slowdive из своего списка клиентов, и к концу года группа распалась.
В 2005 году дочерний лейбл Sanctuary Records, Castle Music, выпустил ремастерированное издание альбома Pygmalion. 16 августа 2010 года Cherry Red Records выпустил еще одно ремастерированное издание альбома с бонус-диском, содержащим демо-версии треков эпохи Pygmalion.

## Отзывы
| Оценки критиков  | Оценки критиков |
| Источник         | Оценка          |
| ---------------- | --------------- |
| AllMusic         | [ 12 ]          |
| The Guardian     | [ 13 ]          |
| Mojo             | [ 14 ]          |
| NME              | 5/10            |
| Pitchfork        | 8.7/10          |
| Q                | [ 16 ]          |
| Record Collector | [ 17 ]          |
| Select           | 2/5             |
| Sputnikmusic     | 5/5             |
| Uncut            | 8/10            |

Pygmalion был в значительной степени проигнорирован современными музыкальными критиками, причем, по мнению журналиста Кирона Тайлера, основными факторами стали конкурирующие музыкальные тенденции и радикально отличающийся стиль альбома; в период расцвета популярности брит-попа Slowdive были восприняты музыкальной прессой, более заинтересованной в освещении брит-поп-сцены, как «устаревшие шугейзеры». Например, в Melody Maker Джонатан Селзер отверг Pygmalion как «безвкусную попытку быть милым». Джон Харрис написал в NME, что альбом представлял собой явный акт «карьерного самоубийства» со стороны группы, для которой он сочинил насмешливую эпитафию: «Slowdive… Они могли бы завоевать мир, но решили стать скелетными и шаткими и записывать увлекательные альбомы, которые абсолютно никому не нужны». Однако Эндрю Коллинз из Q был полон энтузиазма и позитива, заявив, что альбом «великолепно купается в своей собственной безформенности». Кэролайн Салливан из The Guardian была заинтригована звучанием альбома и пошутила, что он «должен вызвать много философских дебатов — в конце концов, если музыка настолько минималистична, можно ли говорить о ее существовании?»
В ретроспективном обзоре для Pitchfork в 2005 году Ницух Абебе назвал Pygmalion «лучшим из возможных отклонений от курса», а в отдельной оценке для AllMusic Абебе заявил, что «для всех, кто ценит косвенное и неосязаемое, это стилистический шедевр». В своей рецензии для BBC Music Уиндем Уоллес написал, что Pygmalion «остается шедевром Халстеда и Госвелла», а автор Head Heritage Раст Фимистер сказал, что с этим альбомом «Slowdive довели до совершенства обширную звуковую атмосферу Souvlaki». Trouser Press, однако, посчитал, что Pygmalion «полностью лишен напряжения, композиторского мастерства, звучания и силы творчества группы, оставив только пространственные измерения», назвав его «по сути сольной эмбиентной записью» Халстеда, «которая должна была быть выпущена под его собственным именем».
Песня Pygmalion «Blue Skied an' Clear» была использована в фильме 1995 года «Поколение гибели»; Грегг Араки, режиссер фильма, является явным поклонником Slowdive.
В 1999 году критик Нед Раггетт поместил Pygmalion на 122-е место в своем списке лучших альбомов 1990-х годов для Freaky Trigger. В 2016 году Pitchfork включил его в список 12 лучших шугейз-альбомов всех времен. Pitchfork описал Pygmalion как «шедевр пост-рока» в статье 2018 года, в которой были приведены цитаты нескольких музыкантов, выразивших признательность за альбом, в том числе членов Low, The Twilight Sad, Deafheaven, Múm, A Place to Bury Strangers, Survive и Girlpool.

## Список композиций
Слова и музыка всех песен — Neil Halstead, кроме указанных.
| №                   | Название               | Автор(ы)                | Длительность |
| ------------------- | ---------------------- | ----------------------- | ------------ |
| 1.                  | «Rutti»                |                         | 10:02        |
| 2.                  | «Crazy for You»        |                         | 6:00         |
| 3.                  | «Miranda»              | Halstead Rachel Goswell | 4:48         |
| 4.                  | «Trellisaze»           |                         | 6:18         |
| 5.                  | «Cello»                |                         | 1:33         |
| 6.                  | «J's Heaven»           |                         | 6:47         |
| 7.                  | «Visions of LA»        | Halstead Goswell        | 1:43         |
| 8.                  | «Blue Skied an' Clear» |                         | 6:52         |
| 9.                  | «All of Us»            |                         | 4:08         |
| Общая длительность: | Общая длительность:    | Общая длительность:     | 48:11        |

| №                   | Название                       | Автор(ы)            | Длительность |
| ------------------- | ------------------------------ | ------------------- | ------------ |
| 1.                  | «Miranda»                      | Halstead Goswell    | 3:46         |
| 2.                  | «Watch Me»                     |                     | 3:45         |
| 3.                  | «Yesterday»                    |                     | 4:20         |
| 4.                  | «To Watch»                     |                     | 5:52         |
| 5.                  | «Option One (Instrumental #1)» |                     | 3:50         |
| 6.                  | «Cargo»                        |                     | 4:24         |
| 7.                  | «Sinewaves»                    |                     | 5:12         |
| 8.                  | «Ambient Guitar»               |                     | 5:47         |
| 9.                  | «Crazy for You» (alt. version) |                     | 4:37         |
| 10.                 | «Prautrock»                    |                     | 5:05         |
| 11.                 | «Changes»                      |                     | 4:51         |
| 12.                 | «Red Five»                     |                     | 6:07         |
| Общая длительность: | Общая длительность:            | Общая длительность: | 57:36        |

## Чарты
| Чарт (1995)                      | Высшая позиция |
| -------------------------------- | -------------- |
| Великобритания (UK Albums Chart) | 108            |
| UK Independent Albums (OCC)      | 7              |